# Artédis
Artédis est une société de distribution cinématographique française, fondée en 1983, et sise à Paris. Artédis distribue quatre à six films par an, majoritairement des films d'origine européenne.
Parmi les centaines de films de son catalogue, on peut signaler Les Bisounours: le film produit par la société Nelvana, Moon 44 de Roland Emmerich, et la comédie de science-fiction Y a-t-il un flic pour sauver l'humanité ? avec Leslie Nielsen et Ophélie Winter, un des plus gros succès en salle de la société, mais aussi des films plus sérieux comme Maison de poupée (A doll's house) de Joseph Losey, Barocco d'André Téchiné, ou encore des films de Claude Chabrol (Les Biches, Le Boucher, La Décade prodigieuse, etc.)